# (95802) Francismuir
(95802) Francismuir es un asteroide. Fue descubierto por Joseph A. Dellinger el 31 de marzo de 2003. Su designación provisional fue 2003 FM42. Debe su nombre a Francisco Muir.